# Stor-Jopptjärnen
Stor-Jopptjärnen är en sjö i Vindelns kommun i Västerbotten och ingår i Umeälvens huvudavrinningsområde. Sjön har en area på 0,0808 kvadratkilometer och ligger 299,9 meter över havet.

## Delavrinningsområde
Stor-Jopptjärnen ingår i det delavrinningsområde (715323-168369) som SMHI kallar för Mynnar i Lill-Malsjön. Medelhöjden är 273 meter över havet och ytan är 20,71 kvadratkilometer. Det finns inga avrinningsområden uppströms utan avrinningsområdet är högsta punkten. Vattendraget som avvattnar avrinningsområdet har biflödesordning 4, vilket innebär att vattnet flödar genom totalt 4 vattendrag innan det når havet efter 115 kilometer. Avrinningsområdet består mestadels av skog (88 procent). Avrinningsområdet har 0,91 kvadratkilometer vattenytor vilket ger det en sjöprocent på 4,4 procent.